# جيم إغان
جيم إغان هو كاتب كندي، ولد في 1921 في تورونتو في كندا، وتوفي في 9 مارس 2000 في كورتيناي في كندا بسبب سرطان الرئة.